# Дача Милос
Дача Милос — одна из наиболее известных достопримечательностей Феодосии, построенная в начале 1911 года. Главное украшение дачи — расположенные вдоль главного фасада гипсовые копии античных статуй (в том числе статуя Венеры Милосской в беседке-ротонде).

## История
Разработчиком проекта был архитектор Н. Ф. Пискунов. Дача была построена турками в период с 1909 по 1911 годы. В основу проекта положен неоклассический стиль, дополненный элементами классической греческого архитектуры.
Дача строилась для успешного феодосийского коммерсанта Ибрагима Самуиловича Крыма — одного из представителей караимской династии. По сведениям статистической переписи населения в конце XIX века среди жителей Феодосии насчитывалось 144 горожан с фамилией Крым, которых объединяли близкие и дальние родственные узы.
Известному караимском семейству кроме дачи «Милос» принадлежали ещё две — «Виктория» и «Вилла».
Раньше в помещении дачи Милос располагался шестой корпус санатория «Восход». Профиль санатория — лечение расстройств пищеварительной системы, а также нарушений работы сердечно-сосудистых органов. Кроме этого, в помещении находится кафе, конференц-зал, пункт обмена валюты и несколько баров.
В 2022 году дача выкуплены инвесторами и передана под апартаменты.

## Архитектура
Дача «Милос» отличается выдержанными пропорциями и сложным планом. Это двухэтажное неоклассическое здание с террасой и колоннами-кариатидами с оформлением фасада в стиле древнегреческой архитектуры. На территории множество статуй, бюстов античных героев и кариатид. Ограждение дачи каменная с небольшой ротондой на углу. В ней установлена статуя Венеры Милосской, которая и дала название даче.
Этот памятник пользуется популярностью среди туристов. Во время Октябрьской революции Венера была потеряна. Долгое время беседка пустовала, а в 1970 году феодосийский скульптор Борис Лец вылепил копию Венеры, которая и ныне украшает дачу.
Изысканным украшением здания являются мраморные фонтаны небольшого внутреннего дворика.